# Babenhausen (Schwaben)

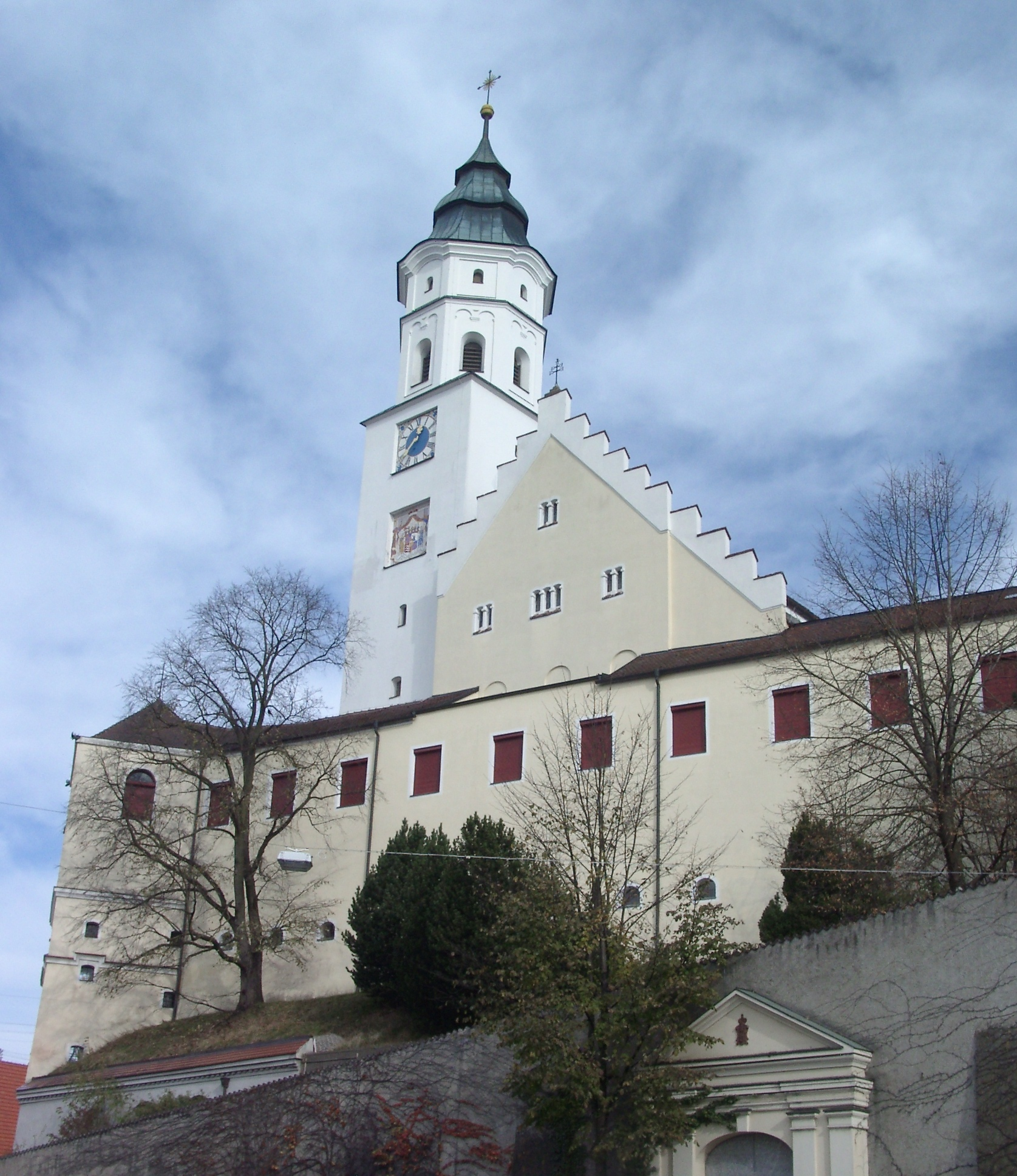
Babenhausen (Schwaben)

Babenhausen (Schwaben) este o comună-târg din districtul Unterallgäu, regiunea administrativă Schwaben, landul Bavaria, Germania.